# Philippe Bouvatier
Philippe Bouvatier (Ruão, 12 de junho de 1964 – Ruão, 7 de abril de 2023) foi um ciclista de estrada profissional francês que representou França nos Jogos Olímpicos de Verão de 1984 em Los Angeles, onde terminou em sexto lugar na corrida de 100 km contrarrelógio por equipes.

## Morte
Philippe morreu no dia 4 de abril de 2023, aos 58 anos de idade.